# 562 Salome
Az 562 Salome egy a Naprendszer kisbolygói közül, amit Max Wolf fedezett fel 1905. április 3-án.